# Amerikaans voetbalkampioenschap 1975
In 1975 werd het achtste seizoen van de North American Soccer League gespeeld. Tampa Bay Rowdies werd voor de eerste maal kampioen.

## North American Soccer League

### Wijzigingen
Nieuwe teams
- Chicago Sting
- Hartford Bicentennials
- Portland Timbers
- San Antonio Thunder
- Tampa Bay Rowdies

Naamsveranderingen
- Toronto Blizzard fuseert met Toronto Croatia tot Toronto Metros-Croatia

### Eindstand
| Plaats | Northern Division      | Wed. | W  | V  | DV | DT | Ptn |
| ------ | ---------------------- | ---- | -- | -- | -- | -- | --- |
| 1.     | Boston Minutemen       | 22   | 13 | 9  | 41 | 29 | 116 |
| 2.     | Toronto Metros-Croatia | 22   | 13 | 9  | 39 | 28 | 114 |
| 3.     | New York Cosmos        | 22   | 10 | 12 | 39 | 38 | 91  |
| 4.     | Rochester Lancers      | 22   | 6  | 16 | 29 | 49 | 64  |
| 5.     | Hartford Bicentennials | 22   | 6  | 16 | 27 | 51 | 61  |
| Plaats | Eastern Division       | Wed. | W  | V  | DV | DT | Ptn |
| 1.     | Tampa Bay Rowdies      | 22   | 16 | 6  | 46 | 27 | 135 |
| 2.     | Miami Toros            | 22   | 14 | 8  | 47 | 30 | 123 |
| 3.     | Washington Diplomats   | 22   | 12 | 10 | 42 | 47 | 112 |
| 4.     | Philadelphia Atoms     | 22   | 10 | 12 | 33 | 42 | 90  |
| 5.     | Baltimore Comets       | 22   | 9  | 13 | 34 | 52 | 87  |
| Plaats | Central Division       | Wed. | W  | V  | DV | DT | Ptn |
| 1.     | St. Louis Stars        | 22   | 13 | 9  | 38 | 34 | 115 |
| 2.     | Chicago Sting          | 22   | 12 | 10 | 39 | 33 | 106 |
| 3.     | Denver Dynamos         | 22   | 9  | 13 | 37 | 42 | 85  |
| 4.     | Dallas Tornado         | 22   | 9  | 13 | 33 | 38 | 83  |
| 5.     | San Antonio Thunder    | 22   | 6  | 16 | 24 | 46 | 59  |
| Plaats | Pacific Division       | Wed. | W  | V  | DV | DT | Ptn |
| 1.     | Portland Timbers       | 22   | 16 | 6  | 43 | 27 | 138 |
| 2.     | Seattle Sounders       | 22   | 15 | 7  | 42 | 28 | 129 |
| 3.     | Los Angeles Aztecs     | 22   | 12 | 10 | 42 | 33 | 107 |
| 4.     | Vancouver Whitecaps    | 22   | 11 | 11 | 38 | 28 | 99  |
| 5.     | San Jose Earthquakes   | 22   | 8  | 14 | 37 | 48 | 83  |

Notities
- De punten telling:
  - Overwinning: 6 punten
  - Verlies: 0 punten
  - Doelpunten voor (maximaal 3 ptn per wedstrijd): 1 punt

### Playoffs
De acht beste teams van alle vier de divisies spelen tegen elkaar in de playoffs.
| Kwartfinale       | Kwartfinale            | Kwartfinale |
| Team 1            | Team 2                 | Uitslag     |
| ----------------- | ---------------------- | ----------- |
| Portland Timbers  | Seattle Sounders       | 2-1         |
| Miami Toros       | Boston Minutemen       | 2-1         |
| St. Louis Stars   | Los Angeles Aztecs     | 2-1         |
| Tampa Bay Rowdies | Toronto Metros-Croatia | 1-0         |
| Halve Finale      |                        |             |
| Team 1            | Team 2                 | Uitslag     |
| Tampa Bay Rowdies | Miami Toros            | 3-0         |
| Portland Timbers  | St. Louis Stars        | 1-0         |
| Finale            |                        |             |
| Team 1            | Team 2                 | Uitslag     |
| Tampa Bay Rowdies | Portland Timbers       | 2-0         |

## Individuele prijzen
| Prijs                | Naam             | Team               |
| -------------------- | ---------------- | ------------------ |
| Most Valuable Player | Steve David      | Miami Toros        |
| Topscorer            | Steve David (23) | Miami Toros        |
| Beste nieuwkomer     | Chris Bahr       | Philadelphia Atoms |